# Lago Verde (Bolzano)
Il lago Verde (Grünsee in tedesco) è un lago artificiale che si trova a 2.529 m.s.l.m. nel comune di Ultimo in Alto Adige.

## La centrale idroelettrica
Il lago è formato una diga a gravità in terra e pietra altra 86 m e terminata nel 1967.
La centrale idroelettrica che ne sfrutta le acque si trova sulle sponde del lago di Fontana Bianca e ha una potenza massima di 10,2 MW e una produzione annua di 48 GWh.